# Banda Florida
Banda Florida es una localidad del Departamento General Felipe Varela, en la Provincia de La Rioja, Argentina. 
Se encuentra ubicada a 2 km de la ciudad de Villa Unión, cabecera de dicho departamento, a 62 km del parque nacional Talampaya y a 280 km de la ciudad capital de La Rioja. Dicha localidad se encuentra ubicada sobre el margen derecho del Río Bermejo, consta de una superficie de 150 a 200 km; tiene una longitud que oscila entre los 20 a 25 km de norte a sur, y de 7 a 10 km de este a oeste. 
Los límites de esta localidad de Banda Florida son: 
- Norte: Puesto Las Ramaditas.
- Sur: Ruta Nacional 40.
- Este: Río Bermejo.
- Oeste: finalización de cadena montañosa de Cerro Colorado.

## Población
En los últimos censos de 2001 y 2010 se la incluyó dentro de Villa Unión en un aglomerado que cuenta con 4931 habitantes (Indec, 2010). En el censo de 1991 figuraba como localidad separada.

## Marco Histórico
En el año 1765 llega a esta zona situada a orillas del Río Vinchina, (actualmente denominado Río Bermejo por el color de sus aguas), el Sr. Alberto Neira con su familia, procedente de la República de Chile, haciendo uso de las facultades conferidas por la Corona Real, toma posesión de las tierras en nombre de su majestad El Rey de España. El lugar estaba como tierra virgen, lleno de árboles de distintas variedades, tales como chañares, algarrobos, retamos, etc.
Relatan los ancianos del medio, nietos de los primitivos habitantes, que a este lugar se le impuso primeramente el nombre de Resina Negra al Norte y Resina Blanca al Sur, de acuerdo con el color de la resina que emanaba de los algarrobos. Gracias a la fertilidad del suelo y el empeño de sus pobladores, esta localidad adquirió fisionomía por la existencia de distintos cultivos. Por este motivo en el año 900, aproximadamente, siendo presidente de la comisión municipal del Departamento General Lavalle (actualmente denominado General Felipe Varela).

## Características de la localidad

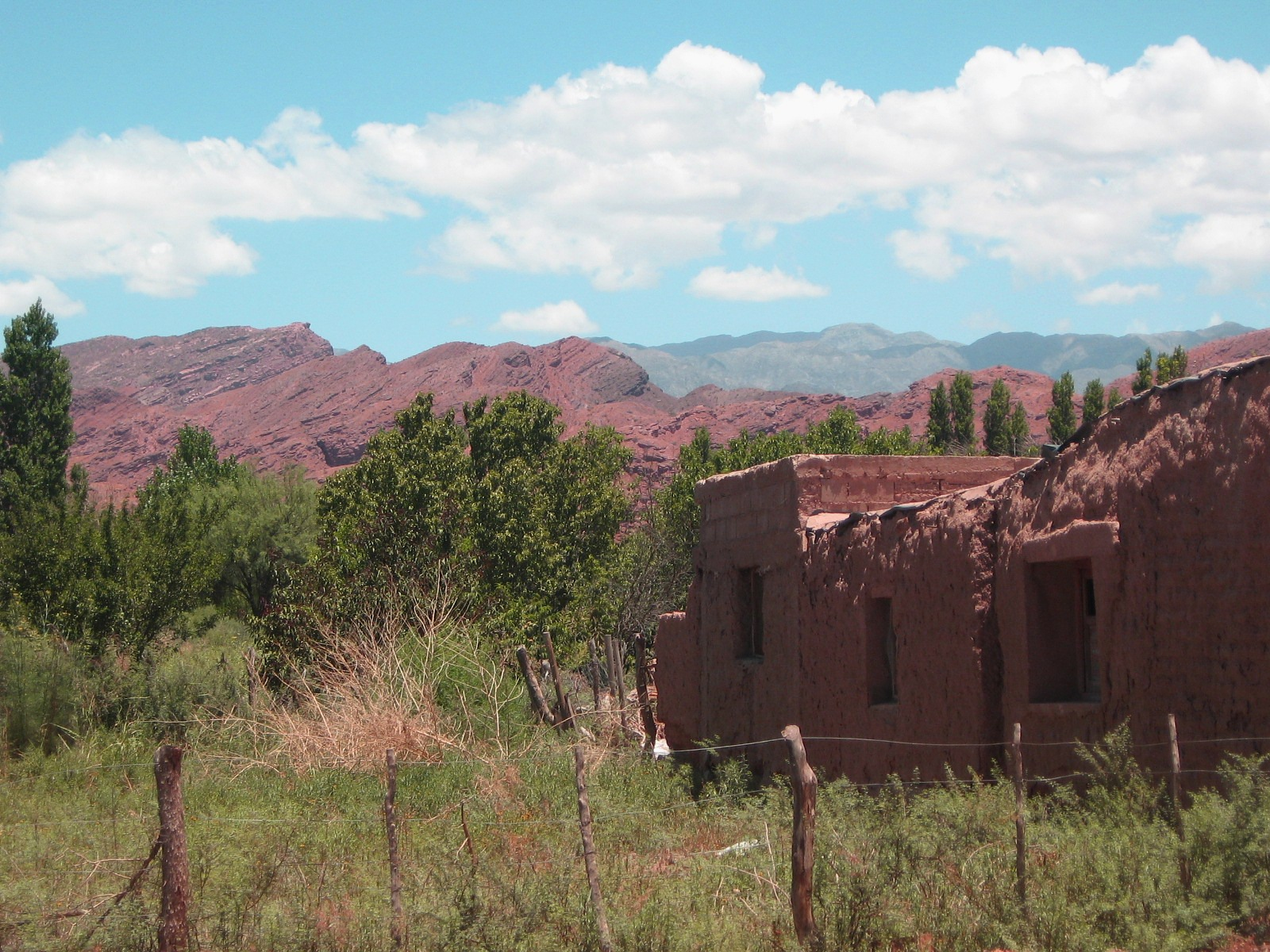
Construcción tradicional en Banda Florida

Banda Florida presenta construcciones de tipo tradicional, en general de una planta, con grueso muros de adobe, rodeadas de espacios cultivados (huertas o jardines), especialmente de vides y frutales.
A unos 3 km de la localidad se encuentra el paraje La Isla, donde se han hallado grabados en la roca que evidencian la presencia de pobladores en época prehispánica. En la zona existen evidencias de la Cultura de la Ciénaga y Cultura de la Aguada.
Si bien no hay datos precisos acerca de la fecha exacta de su fundación, se estima que el poblado tiene una antigüedad de 250 años o dos siglos y medio (antes del año 2016), es decir, su fundación se remonta hacia el año 1765 d. C..
En Banda Florida cuenta con una biblioteca popular, un mercado artesanal y una cooperativa que brinda servicios de guía.

## Religión
La actual iglesia de Banda Florida se encuentra sobre la calle Ortiz de Ocampo. 
Se comenzó con su construcción en el año 1930 aproximadamente, la cual permaneció durante mucho tiempo con sus paredes levantadas pero  sin techo, hasta que diez años después se logró culminar con el trabajo por el esfuerzo mancomunado de la comunidad, ya que se pidió a cada familia en carácter de colaboración, un cajón de uva para vender, que permitiera recolectar el dinero necesario para finalizar con la tarea. Esta obra fue culminada en el año 1980, bajo las órdenes del párroco, Padre Emilio Trottemenu.
Este templo tiene como santo patrono del pueblo el "Sagrado Corazón de Jesús" que tiene su celebración en el mes de junio. Según cuenta la historia, fue traído de España por la señora Emilia Zambrano. Como consecuencia de que no había capilla, se lo veneró en un oratorio, propiedad de la Sra. Carmen Quiroga, hasta que se construyera la iglesia.

## Geología
Geológicamente hablando es una espesa pila sedimentaria compuesta por rocas del paleozoico superior y triásico. Este banco rojo se divide en dos secciones: la inferior correspondiente a la formación Patquía y la superior a la formación Talampaya

### Factores que limitan la conservación del Arte Rupestre
El arte rupestre sufre deterioro por el paso del tiempo y de las acciones climáticas (erosión) y a su vez la misma produce la formación de figuras naturales.
- Erosión eólica: Es producida por el desgaste del viento en zonas de clima árido y desértico
- Erosión pluvial: producida por la acción de las precipitaciones.
- Erosión biótica: producida por el desgaste de las plantas o animales. El arte rupestre se la puede considerar como una manifestación artística del hombre en el pasado, la limitación que tiene no siempre se puede fechar ya que los petroglifos no tienen restos de material orgánico. Las primeras personas que habitaron estas tierras buscaban expresar su forma de vida de distintas maneras a través del arte rupestre y la cerámica.

### Petroglifos
Petro= piedras, glifos= grabados. Son representaciones gráficas grabadas en rocas coloradas, en las cuales se notan la presencia de óxido de hierro y óxido de magnesio, conocido también con el nombre vulgar de barniz y patina del desierto, propiedades de las rocas sedimentarias que han permitido la conservación de los grabados hasta hoy en día. No se ha podido establecer con certeza la antigüedad de los mismos, pero podrían pertenecer a la cultura de los barriales, tratándose del año 550 y 850 D.C.
Tal vez haya sido un primer intento del hombre en su necesidad de comunicarse con sus semejantes, a medida que fue desarrollando y adquiriendo perfección desde un simple rasgo o señal hasta la excreción de una idea o un mensaje. Estos grabados se pueden referir a hechos concretos, manifestaciones climáticas, vicisitudes salvajes, conflictos con otras tribus, tradiciones mágicas-religiosas de la fecundidad o con el augurio de buenas cosechas, cazas, nacimientos, muertes, fenómenos antropológicos, etc. 
Los desarrollos de estas tareas están atribuidos a un núcleo selecto: sacerdotes, hechiceros o caciques, donde utilizaban distintos tipos de instrumentos para la realización de este arte a través del punteado o rayado.